# Балта, Ксения
Ксения Балта (род. 1 ноября 1986, Минск) — эстонская легкоатлетка, выступающая в прыжках в длину, чемпионка Европы в помещении 2009 года, участница летних Олимпийских игр 2008 и 2016 года. 11-кратная чемпионка Эстонии (2006-2008, 2010, 2013, 2015, 2016). 5-кратная чемпионка Эстонии в помещении (2008, 2010, 2016, 2017).

## Карьера
Дебютировала на международных соревнованиях в 2005 году. В начале 2011 года получила травму колена и пропустила сезон. На Олимпиаде 2016 года в Рио-де-Жанейро Ксения вышла в финал соревнований и заняла там 6 место с результатом 6,79 м.

## Основные результаты
| Год  | Соревнование                      | Место проведения          | Место  | Дисциплина     | Результат |
| ---- | --------------------------------- | ------------------------- | ------ | -------------- | --------- |
| 2005 | Чемпионат Европы в помещении      | Мадрид, Испания           | 14     | пятиборье      | 3711 п    |
| 2005 | Чемпионат Европы среди юниоров    | Каунас, Литва             | 3      | семиборье      | 5747 п    |
| 2006 | Чемпионат Европы                  | Гётеборг, Швеция          | 17     | 100 м          | 11,47 с   |
| 2006 | Чемпионат Европы                  | Гётеборг, Швеция          | 23     | прыжок в длину | 6,03 м    |
| 2008 | Летние Олимпийские игры           | Пекин, Китай              | 27     | прыжок в длину | 6,38 м    |
| 2008 | Всемирный легкоатлетический финал | Штутгарт, Германия        | 2      | прыжок в длину | 6,65 м    |
| 2009 | Чемпионат Европы в помещении      | Турин, Италия             | 1      | прыжок в длину | 6,87 м    |
| 2009 | Чемпионат мира                    | Берлин, Германия          | 8      | прыжок в длину | 6,62 м    |
| 2009 | Всемирный легкоатлетический финал | Салоники, Греция          | 5      | прыжок в длину | 6,58 м    |
| 2010 | Чемпионат мира в помещении        | Доха, Катар               | 4      | прыжок в длину | 6,63 м    |
| 2010 | Чемпионат Европы                  | Барселона, Испания        | —      | 200 м          | DSQ       |
| 2010 | Чемпионат Европы                  | Барселона, Испания        | 16     | прыжок в длину | 6,53 м    |
| 2016 | Чемпионат мира в помещении        | Портленд, США             | 7      | прыжок в длину | 6,60 м    |
| 2016 | Чемпионат Европы                  | Амстердам, Нидерланды     | 4      | прыжок в длину | 6,65 м    |
| 2016 | Летние Олимпийские игры           | Рио-де-Жанейро, Бразилия  | 6      | прыжок в длину | 6,79 м    |
| 2017 | Чемпионат Европы в помещении      | Белград, Сербия           | 5      | прыжок в длину | 6,79 м    |
| 2017 | Чемпионат мира                    | Лондон, Великобритания    | 18 (q) | прыжок в длину | 6,15 м    |
| 2018 | Чемпионат мира в помещении        | Бирмингем, Великобритания | 8      | прыжок в длину | 6,57 м    |
| 2018 | Чемпионат Европы                  | Берлин, Германия          | 6      | прыжок в длину | 6,49 м    |